# تخمیر

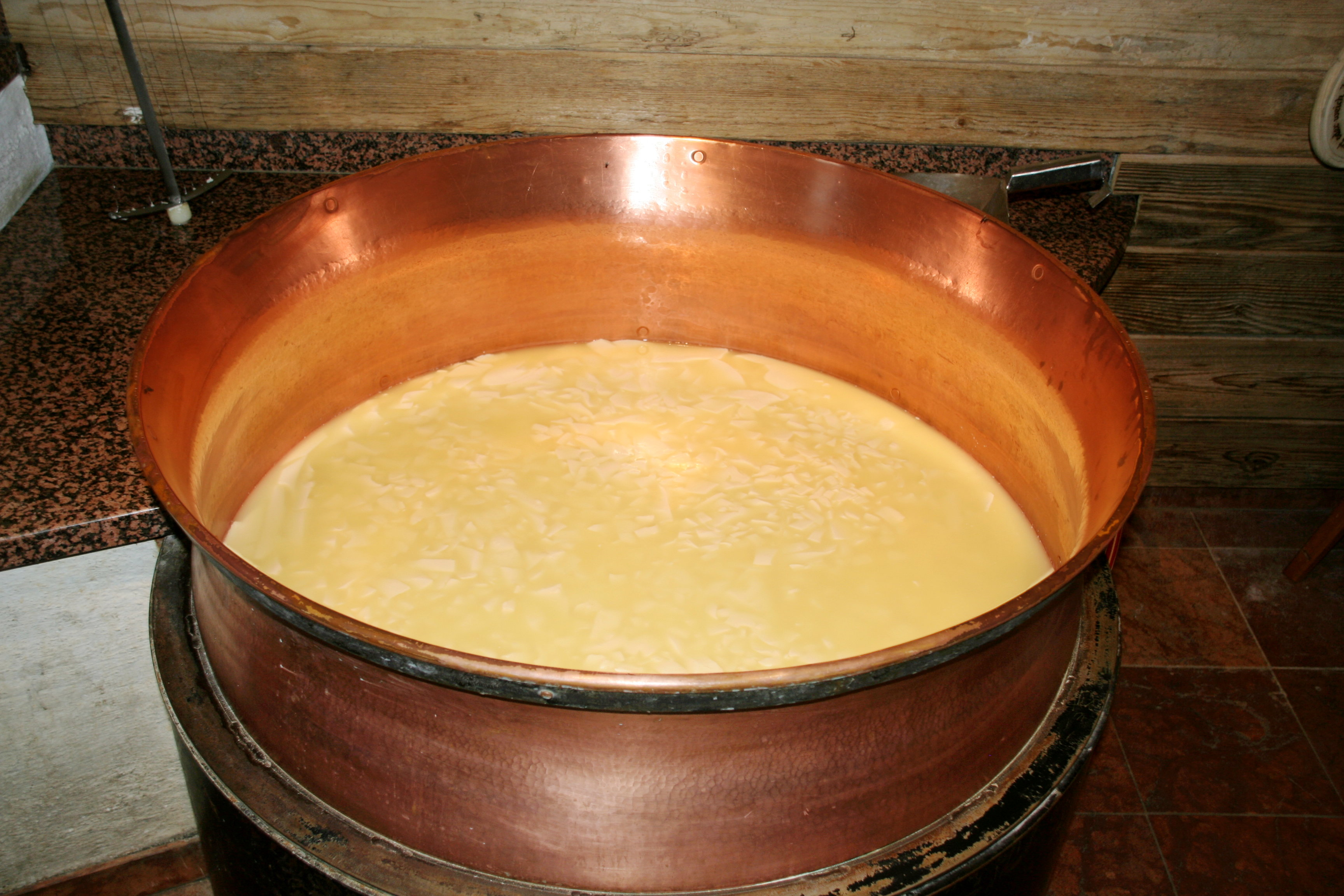
تخمیر

تخمیر (به انگلیسی: Fermentation) فرایندی متابولیک است که قندها را به اسید‌ها، گازها یا الکل تبدیل می‌کند. این فرایند در مخمر‌ها و باکتری‌ها و همچنین در سلول‌های عضلانی هنگام مواجه شدن با کمبود اکسیژن رخ می‌دهد، همان‌طور که در تخمیر اسید لاکتیک اتفاق می‌افتد. به علاوه از واژه تخمیر به‌طور گسترده‌ای برای اشاره به رشد میکروارگانیسم‌ها بر روی یک محیط کشت، اغلب با هدف تولید یک محصول شیمیایی خاص استفاده می‌شود. میکروبیولوژیست فرانسوی لویی پاستور، اغلب به خاطر دانشش دربارهٔ تخمیر و علل میکروبی آن به یاد آورده می‌شود. علم تخمیر تحت عنوان مخمرشناسی (Zymology) شناخته می‌شود.
تخمیر زمانی اتفاق می‌افتد که زنجیره انتقال الکترون غیرقابل استفاده باشد (اغلب به دلیل عدم وجود یک گیرندهٔ نهایی الکترون، مثل اکسیژن). در این موارد، تخمیر منبع اولیهٔ تولید ATP (انرژی) ی سلول می‌شود. فرایند تخمیر، NADH و پیروات تولید شده در گلیکولیز را به NAD+ و یک مولکول آلی (که بستگی به نوع تخمیر دارد) تبدیل می‌کند. در حضور اکسیژن (O2)، NADH و پیروات برای تولید ATP در تنفس سلولی مورد استفاده قرار می‌گیرند. این فرایند، فسفریلاسیون اکسایشی نامیده می‌شود و میزان ATP بیشتری نسبت به گلیکولیز تولید می‌کند. به همین دلیل، معمولاً زمانی که اکسیژن در دسترس است سلول‌ها از تخمیر اجتناب می‌کنند؛ باکتری‌های بی‌هوازی اجباری که قادر به تحمل اکسیژن نیستند از این قضیه مستثنا هستند.
قدم اول گلیکولیز در بسیاری از مسیرهای تخمیر مشترک است:
C6H12O6 + 2NAD+ + 2ADP + 2Pi → 2CH3COCO2- + 2NADH + 2ATP + 2H2O + 2H+
CH3COCO2-، پیروات است. Pi فسفات غیر آلی است. دو مولکول ADP و دو Pi، به دو مولکول ATP و دو مولکول آب از طریق فسفریلاسیون در سطح سوبسترا تبدیل می‌شوند. دو مولکول +NAD نیز به NADH کاهش می‌یابند.
در فسفریلاسیون اکسیداتیو، انرژی لازم برای تشکیل ATP به واسطه شیب الکتروشیمیایی پروتونِ تولید شده در غشای داخلی میتوکندری (یا در مورد باکتری‌ها در غشای پلاسمایی) از طریق زنجیرهٔ انتقال الکترون تولید می‌شود. گلیکولیز، فسفریلاسیون در سطح سوبسترا دارد (ATP مستقیماً در نقطه‌ای از واکنش تولید می‌شود). تخمیر حتی می‌تواند درون معدهٔ حیوانات و انسان‌ها رخ دهد.

## تعریف
برای بسیاری از انسان‌ها، تخمیر به سادگی به معنای تولید الکل است: دانه‌ها و میوه‌ها برای تولید آبجو و شراب تخمیر می‌شوند. مثالی ساده برای آن تخمیر قندها و تولید الکل توسط مخمر نان است. اگر غذایی ترش می‌شد، می‌گفتند «مانده» یا تخمیر شده است. در اینجا برخی از تعاریف تخمیر آورده شده است. دامنهٔ این تعاریف شامل تعاریف غیررسمی، استفادهٔ عمومی تا علمی است:
1. روش‌های نگهداری مواد غذایی از طریق میکروارگانیسم‌ها (استفادهٔ عمومی).
2. هر فرایندی که مشروبات الکلی یا محصولات لبنی اسیدی را تولید می‌کند (استفادهٔ عمومی).
3. هر فرایند میکروبی با مقیاس بزرگ که در حضور یا عدم حضور هوا اتفاق می‌افتد (تعریف مورد استفاده در صنعت).
4. هر فرایند سوخت وسازی (متابولیک) که انرژی آزاد می‌کند که تنها در شرایط بی‌هوازی رخ می‌دهد (علمی تر شده).
5. هر فرایند متابولیکی که انرژی را از یک قند یا مولکول‌های آلی دیگر، آزاد کند، که نیاز به اکسیژن یا یک سیستم انتقال الکترون ندارد، و از یک مولکول آلی به عنوان پذیرندهٔ نهایی الکترون استفاده می‌کند (کاملاً علمی).

## نمونه‌ها
تخمیر لزوماً نباید در یک محیط بی‌هوازی انجام شود. برای مثال، حتی در حضور اکسیژن فراوان، سلول‌های مخمر تا حد زیادی تخمیر را به تنفس هوازی ترجیح می‌دهند، البته تا زمانی که قندها به سادگی برای مصرف در دسترس باشند (پدیده‌ای که به عنوان اثر Crabtree شناخته می‌شود).
در تخمیر، NADH با یک پذیرندهٔ الکترون آلی درونی واکنش می‌دهد. معمولاً این پذیرندهٔ الکترون، پیروات تشکیل شده از قندها طی مرحلهٔ گلیکولیز است. در طول تخمیر، پیروات طی مراحل چند گانه به ترکیبات مختلف متابولیزه می‌شود:
- تخمیر اتانول، با نام مستعار تخمیر الکلی، تولید اتانول و دی‌اکسید کربن است.
- تخمیر اسید لاکتیک اشاره به دو روش تولید اسید لاکتیک دارد:
1. تخمیر هومولاکتیک (homolactic)، تولید انحصاری اسید لاکتیک است.
2. تخمیر هترولاکتیک (heterolactic)، تولید اسید لاکتیک و همچنین سایر اسیدها و الکل‌ها است.

قندها معمول‌ترین سوبسترای تخمیر هستند، و نمونه‌های معمولی محصولات تخمیر، اتانول، اسید لاکتیک، دی‌اکسید کربن، و گاز هیدروژن (H2) هستند. با این حال، ترکیبات عجیب تر نیز می‌توانند توسط تخمیر تولید شوند، مثل بوتیریک اسید و استون.
اگرچه مخمر، فرایند تخمیر را در تولید اتانول در آبجو، شراب‌ها، و دیگر نوشیدنی‌های الکلی پیش می‌برد، اما تنها عامل ممکن نیست: باکتری‌ها فرایند تخمیر را در تولید صمغ زانتان (xanthan) پیش می‌برند، و فرایند تخمیر که طی دوره‌های تمرینات شدید که ذخایر اکسیژن محدود می‌شود در عضلات پستانداران، رخ می‌دهد، باعث تولید اسید لاکتیک می‌شود.
در گیاهان تخمیر بیولوژیکی تنها تخمیر الکلی نبوده، ممکن است با کمی تخمیر لاکتیک نیز همراه باشد، برخی از سازواره‌های حیاتی ریزاندامگان (میکروارگانیسم‌ها) مانند قارچ‌های میکروسکوپی نیز قادر به تخمیرهایی مانند تخمیرهای سیتریک و اکسالیک روی قندهای شش کربنی (هگزوزها) و تخمیر استیک روی الکل اتیلیک و غیره هستند. باکتری‌ها عامل انواع دیگری از تخمیر در طبیعت هستند. تخمیر بوتیریک سلولز لاشه برگ‌ها و تجزیه آن‌ها که سبب افزایش ترکیبات آلی خاک می‌شود و همچنین تخمیرهای تعفنی مواد آلی توسط باکتری‌ها صورت می‌گیرد.

## تخمیر الکلی

### مخمر الکلی
لویی پاستور اولین کسی است که نقش مخمرهای الکلی را نشان داد. بهترین مثال مخمرها، مخمرهای خمیرترش یا مخمر نانوایی است. اگر این مخمرها در محیط کشت گلوکز و در حضور اکسیژن کافی قرار گیرند، به شدت تقسیم شده، اکسیژن جذب کرده، دی‌اکسید کربن آزاد می‌سازند. بیشترین سرعت واکنش‌های ناشی از تنفس و شدت اکسیداسیون گلوکز این مخمرها که از گروه آسکومیست هستند هنگامی است که تنفس هوازی دارند اگر این مخمرها در داخل یک ظرف در بسته کشت داده شوند پس از مصرف اکسیژن محدود و معین داخل ظرف و آزاد ساختن گازکربنیک دیگر قادر به تنفس عادی نبوده، شروع به تخمیر باقی‌مانده مواد می‌کنند. آغاز تخمیر ایجاد اکسید کربن همراه با الکل اتیلیک است و بوی الکل اتیلیک در این هنگام وقوع عمل تخمیر را در محیط کشت معلوم می‌کند.
تخمیر
C۶H۱۲O۶ → ۲C۲H۵OH + 2CO۲: ∆G = -۳۳ Kcal
تنفس
C۶H۱۲O۶ + ۶O۲ → ۶CO۲ + ۶H۲O: ∆G = -۶۸۶ Kcal
تخمیر همیشه با تشکیل الکل همراه نیست، در تخمیر ترکیبات دیگری مانند گلیسرول نیز به وجود می‌آیند. پیدایش ترکیبات فرعی غیر از الکل در پدیده تخمیر و حضور این ترکیبات در محیط عمل از نظر ادامه تغییر اهمیت فراوان دارد. رشد مخمرها در شرایط تخمیری (تنفس بی‌هوازی) بسیار کند است، در شرایط تخمیر انرژی آزاد شده از مقدار معینی مواد قندی مانند یک گرم گلوکز محلول، در حدود ۲۱ بار کمتر از حالت تنفس عادی (هوازی است) انرژی حاصل از پدیده تخمیر بیشتر به صورت حرارت تلف می‌شود.
محیط در حال تخمیر نسبت به محیطی که در آن تنفس عادی صورت می‌گیرد بسیار گرم‌تر است. تخمیر الکلی تحت اثر مجموعه در همی از آنزیم‌های درون سلولی به نام (زیماز) صورت می‌گیرد. مجموعه آنزیمی هنگامی که مخمرهای آن زنده باشند بیشترین اثر تخمیری را دارند. بازده تخمیری آنزیم‌ها در خارج از سلول بسیار ضعیف‌تر از آنزیم‌های داخل سلول زنده است. بین اثر طبیعی آنزیم‌ها، نیروی زیستی و ساختار سلولی مخمرها بستگی‌هایی وجود دارد و به اصطلاح تخمیر پدیده‌ای درون سلولی است و آنزیم‌های استخراج شده از مخمرها در خارج از سلول بخش مهمی از قدرت تخمیری خود را از دست می‌دهند.

## تخمیر واقعی یا حقیقی
هنگامی در ذخایر قندی یک بافت پیش می‌آید که در شرایط عاری از هوا قرار داشته، در آن تنفس بی‌هوازی پیش آید. اگر بخشی از یک بافت ذخیره‌ای دارای مواد قندی، مانند قطعاتی از غده چغندر بخش از میان بر میوه‌های آبدار و شیرین مثل انگور یا سیب را داخل یک ظرف در بسته با مانومتر قرار دهیم، در بافت‌های قطعات مزبور ابتدا تنفس عادی با جذب اکسیژن و دفع دی‌اکسید کربن صورت می‌گیرد. از آنجا که اکسید کربن حاصل از تنفس عادی بعداً در داخل شیره واکوئلی سلول‌های بافت حل می‌شود، فشار داخلی ظرف با جذب اکسیژن موجود به تدریج کم می‌شود وقتی اکسیژن درون ظرف تمام شده به ناچار شرایط بی‌هوازی (تخمیر) پیش آمده، با ازدیاد تدریجی اکسید کربن و الکل در ظرف، بالا رفتن فشار داخلی آن شروع می‌شود.
تخمیر به وسیلهٔ خود بافت‌ها و بدون حضور میکروارگانیسم‌ها و مخمرها صورت گرفت. این تخمیر که در کلیه بافت‌های گیاهی، میوه‌های سبز مانده در تاریکی و حتی در جلبک‌ها و قارچها نیز کم و بیش دیده می‌شود تخمیر درون بافتی و عاری از مخمر می‌گویند. تخمیر درون بافتی در بسیاری از دانه‌های جوان مانند نخود که پوسته آن نسبت به اکسیژن تا اندازه‌ای قابل نفوذ است و همچنین در بیشتر میوه‌های آبدار که اکسیژن در بافت‌های داخلی آن‌ها معمولاً کم است امری عمومی است.
به خصوص اگر مقدار زیادی میوه در یک جا انبار شود، موجبات و شرایط تخمیر در آن‌ها کاملاً فراهم می‌شود. با توجه به مطالب فوق و تخمیر درون بافتی، باید آن را پدیده‌ای عمومی در گیاهان دانست و توجه به این امر که آنزیم‌های تشکیل دهنده زیماز منشأ گیاهی دارند، تخمیر را باید امری طبیعی در گیاهان به‌شمار آورد. پدیده تخمیر درون بافتی با مرگ سلول‌های بافت مورد تخمیر معمولاً ارتباط ندارد، اگر بافت‌های در حال تخمیر در هوای آزاد قرار داده شوند، تخمیر درونی آن‌ها متوقف شده تنفس عادی مجدداً آغاز می‌شود. تخمیر در گیاهان فقط از نوع الکلی نیست همراه با ایجاد الکل ترکیبات دیگری مانند اسید سیتریک، اسید مالیک، اسید اکسالیک و اسید تارتاریک نیز کم و بیش به وجود می‌آیند.

### شدت تخمیر و اندازه‌گیری آن
شدت تخمیر را با قرار دادن اندام دارای ذخیره قندی مانند دانه‌ها، غده‌ها یا میوه‌ها در یک محیط فاقد اکسیژن و دارای ازت می‌توان به دقت اندازه گرفت و برای این سنجش از روش اندازه‌گیری دی‌اکسید کربن آزاد شده نیز می‌توان استفاده کرد. ولی چون واکنش‌های دیگر هم‌زمان با تخمیر می‌توانند CO۲ متصاعد کنند این روش ممکن است دقیق نباشد؛ بنابراین اندازه‌گیری مقدار الکل تولید شده از تخمیر معمولاً بهتر می‌تواند معرف و تعیین‌کننده شدت تخمیر باشد. مقدار الکل حاصل از تخمیر در واحد زمان در یک ترکیب قندی تقریباً معادل همان نسبتی است که از اندازه‌گیری شدت تنفس به دست می‌آید.